# Санта Роза (Латина)
Санта Роза је насеље у Италији у округу Латина, региону Лацио.
Према процени из 2011. у насељу је живело 44 становника. Насеље се налази на надморској висини од 1 м.